# Cool Papa Bell
James Thomas "Cool Papa" Bell, född 17 maj 1903, död 7 mars 1991, var en amerikansk centerfielder i Negro league baseball från 1922 till 1946. Han anses ha varit en av de snabbaste baseballspelande män någonsin.
Bell valdes in i Baseball Hall of Fame 1974. Han rankades 66:a på en lista över de bästa basebollspelarna som publicerades av The Sporting News 1999.

## Biografi
Bell föddes den 17 maj 1903 i Starkville i Mississippi. Även hans bror Fred Bell spelade baseboll. Vid 17 års ålder flyttade han till St. Louis för att bo med sina äldre bröder och gå på high school. Bell spenderade dock större delen av sin tid med att spela baseboll i grannskapet. Han skrev på som knuckleball pitcher med Compton Hill Cubs, men laget lades ner i augusti 1921. 1922 flyttade Bell till East St. Louis Cubs, ett semiproffslag som betalade honom $20 per vecka för att spela på söndagar.

### Proffskarriär

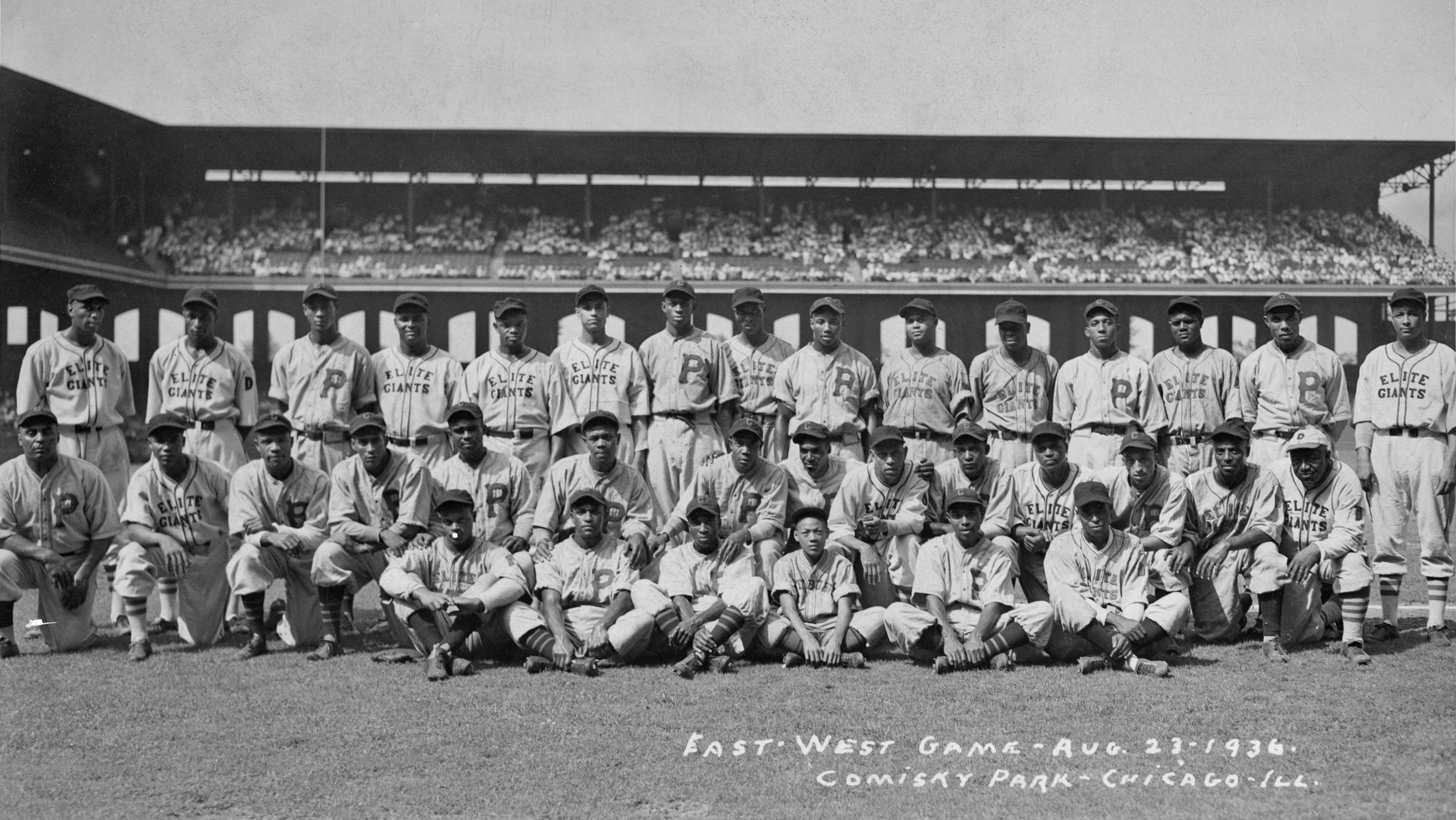
Bell vid 1936 års East–West All-Star Game.

Bell skrev senare kontrakt med St. Louis Stars i Negro National League (NNL) som pitcher 1922. Bell fick sitt smeknamn under sin första säsong; han blev kallad för "Cool" efter att ha slagit ut enastående spelare, och lagt till "Papa" till smeknamnet för att det lät bättre. Till en början gjorde Bell bara enstaka framträdanden i ytterfältet. År 1924, på uppmaning av managern Bill Gatewood, började Bell arbeta på sina defensiva färdigheter och dyka upp mer i ytterfältet. Och vissa källor säger att det var Gatewood som först gav Bell sitt smeknamn.
Bell blev till slut en permanent centerfielder, och ledde Stars till ligatitlar 1928, 1930 och 1931. Han flyttades till Detroit Wolves i East-West League när NNL upplöstes. Wolves kom att leda ligan innan ligan upplöstes på grund av låga publiksiffror efter den stora depressionen.
Bell skrev istället kontrakt med Kansas City Monarchs och de mexikanska vinterligorna, till han slutligen skrev kontrakt med Pittsburgh Crawfords i det omorganiserade NNL. I Pittsburgh spelade han med Ted Page och Jimmie Crutchfield, och bildade det som av många anses ha varit det bästa utefältet i NNL. Från Crawfords lag 1936 var Bell en av sex spelare som därefter valdes in i Baseball Hall of Fame.
Bell spelade även en tid i Sydamerikanska ligor, men återvände till USA 1942 för att spela för Chicago American Giants i Negro American League. Han spelade året efter med Homestead Grays, med vilka han vann ligamästerskapet under hans två första säsonger. Bell blev senare spelande tränare Negro leagues farmarlag fram till 1950.

### Död och eftermäle
Bell drabbades av en hjärtinfarkt och avled på Saint Louis University Hospital den 7 mars 1991. Hans fru Clara hade dött några veckor tidigare.
Till hans ära döptes Dickson Street, där han bodde, om till James "Cool Papa" Bell Avenue. Han valdes också in i St. Louis Walk of Fame. Cool Papa Bell Drive är vägen som leder in till Mississippi Sports Hall of Fame and Museum i Jackson, där han är invald. St. Louis Cardinals har erkänt Bells bidrag till sporten genom att resa en bronsstaty av honom utanför Busch Stadium tillsammans med andra Hall of Fame-spelare från St. Louis, inklusive Stan Musial, Lou Brock och Bob Gibson.
Låten "Cool Papa Bell" på Paul Simons studioalbum Stranger to Stranger är skriven om honom.